# René Ricard
René Ricard (23. července 1946 Boston, Massachusetts – 1. února 2014 New York) byl americký malíř, básník a umělecký kritik.

## Život
Narodil se v Bostonu v americkém státě Massachusetts, ale dětství stráil v menším městě Acushnet přibližně padesát mil jižně od Bostonu. V teenagerských letech odjel do Bostonu, kde se začal věnovat literatuře, a když mu bylo osmnáct, přestěhoval se do New Yorku. Zde začal spolupracovat s popartovým umělecem Andym Warholem a představil se ve dvou z jeho filmů: Kitchen (1965) a The Andy Warhol Story (1966). Později, jako umělecký kritik, představil široké veřejnosti malíře typu Jean-Michel Basquiat nebo Julian Schnabel. Je autorem obalu alba Shadows Collide with People amerického rockového kytaristy Johna Fruscianteho.
Ve filmu Basquiat z roku 1996 jej hrál kanadský herec Michael Wincott.
Zemřel v roce 2014 v newyorské nemocnici Bellevue Hospital na rakovinu.

## Filmografie
- Kitchen (1965)
- The Andy Warhol Story (1966)
- Underground U.S.A. (1980)
- On Seventh Avenue (1996)
- You Wont Miss Me (2009)